# آمریکا (آلبوم مدرن تاکینگ)
 آمریکا (به انگلیسی: America) دهمین آلبوم گروه مدرن تاکینگ در سبک یوروپاپ است. این آلبوم در ۱۹ مارس ۲۰۰۱ منتشر شده و در تاریخ ۲ آوریل ۲۰۰۱ رتبه دوم را در جدول آلمان کسب کرد. این آلبوم به مدت ۵ هفته جز ۱۰ آهنگ برتر این جدول قرار داشت.

## لیست آهنگ‌ها
Win the Race
Last Exit to Brooklyn
Maria
SMS to My Heart
Cinderella Girl
Why Does It Feel So Good
Rain in My Heart
Witchqueen of Eldorado
Run to You
America
For a Life Time
From Coast to Coast
There's Something in the Air
I Need You Now
New York City Girl
Send Me a Letter from Heaven

## سازنده‌ها
خواننده: توماس آندرس
آهنگ‌ساز و شاعر: دیتر بوهلن و توماس آندرس